# Kostel svatého Jakuba Většího (Vratěnín)
Barokní kostel svatého Jakuba Většího v obci Vratěnín leží u hranic s Rakouskem. Kostel od svého založení v roce 1251 až do roku 1945 patřil pod patronát premonstrátského kláštera v Gerasu v Dolním Rakousku. Se stavbou se započalo v roce 1771 na místě staršího chrámu, jehož základní kámen pocházel z počátku 12. století. Kostel zdobí oltářní obrazy a fresky rakouského malíře Franze Zollera. Hlavní oltářní obraz zobrazuje svatého Jakuba, patrona chrámu. Kostel svatého Jakuba Většího (Staršího) je kulturní památkou.

## Historie
Kostel svatého Jakuba Většího byl vybudován na místě původního kostela v letech 1771 - 1773 z našetřeného obnosu tehdejšího faráře Siarda Bauera a z finančních prostředků opatství v Jeruši (německy Gerasu), majitele panství Uherčice a farníků. V průběhu stavebních prací se podařilo nalézt stavební kámen s letopočtem 1115. Na základě nálezu se také usuzuje, že farnost, kterou daroval v roce 1251 Wichard de Tyrna jako ecclesia Wratingen premonstrátskému klášteru v Jeruši, je mnohem staršího data. Donaci potvrdil jak papež Jan XI., tak i Jan XII. v roce 1277 a 1317. Koncesi farnímu kostelu udělil biskup Matyáš František Chorinský v roce 1779. Farní obročí (beneficium) drželo až na výjimky, kdy z nedostatku vlastních mnichů byla fara obsazována světskými faráři (Weltpriester), vždy premonstrátské opatství v Jeruši.
V roce 1853 spadaly pod vratěnínskou farnost: obec Mešovice (Nespitz) s kaplí, Uherčice (Ungarschitz) se zámeckou kaplí sv. Lucie, zemědělský dvůr Nový dvůr (Neuhof), Mitrovický dvůr (Mitrowizerhof) a zaniklý mlýn nazývaný Loibingermühle. Až do roku 1718 také obec Lubnice (Hafnerluden), která po založení vlastní farnosti byla oddělena. Hřbitov se nacházel již tehdy na východ za obcí, jak uvádí Gregor Wolný, asi 400 kroků od kostela. Farnost čítala 1 238 německy mluvících katolíků, 6 Židů, z toho 135 dětí školou povinných. Samotná škola, taktéž farní, dostávala roční rentu 9 zlatých a 59 krejcarů. V roce 1938 farnost spadala pod Brněnské biskupství, děkanát Jemnice č. 14 a sestávala z obcí: Vratěnín, Mešovice (dvůr Neuhof / Nový Dvůr), Uherčice, Libuňský Mlýn (Frejštejn).

## Vybavení kostela a donace
Na kostel navazuje jednopatrová fara s 2 místnostmi v přízemí s valenou klenbou a 6 pokoji v patře. K faře patřily také hospodářské budovy, které financoval místní farář kolem roku 1800 částkou 3 000 zlatých a ovocná zahrada. K farnosti patřilo nejprve pole o dvou jitrech, ale postupně různými donacemi zabírala pole přes 23 jiter 215 čtverečních akrů a k tomu 2¾ měřic luk. Od svého vzniku stály v kostele tři oltáře: Hlavní s patronem kostela, postranní „Sv. Anny s Matkou Boží” a „Oplakávání Krista”, které namaloval i s freskami vídeňský malíř Franz Zoller za 1 500 zlatých na žádost dárce. Mariánský obraz daroval kostelu v roce 1850 další donátor. Paramenta, tři kasule (z toho jedna zlatě vyšívaná) a stříbrné nádobí pocházely taktéž ze sbírek, většina stříbra (přibližně 9 liber) však musela být v roce 1810 použita na obligace v hodnotě 337 zlatých a 22 krejcarů. Masivní věž, jejíž váha zapříčinila v roce 1806 trhliny ve zdech kostela, nesla při svém dokončení čtyři zvony o váze 9 centů 20 liber, 5 a 2 centů, 93 liber a umíráček o 60 librách.

## Fresky a oltářní obrazy
Nejdůležitějším dokumentem potvrzujícím práci Franze Zollera ve farním kostele je smlouva z roku 1772, která se nachází v klášterních archivech Gerasu. Klášter zadal Zollerovi výmalbu tří kleneb a tří oltářních pláten. Opat kláštera byl pravděpodobně s pracemi v Blumau an der Wild a v klášteře spokojen a hned po dokončení zadal Zollerovi další zakázku ve Vratěníně. Ve smlouvě byla témata pro freskovou malbu i pro oltářní plátna již stanovena. Zrovna tak opatství ve smlouvě určilo cestovní náklady. Pro klenbu v kněžišti vybrali premonstráti Proměnění Páně na hoře Tábor, prostřední freska měla zobrazit Krista na Olivetské hoře a jeho uvěznění a třetí rozloučení svatého Jakuba a jeho popravu mečem.
Zoller zobrazil na hlavním oltáři svatého Jakuba jako poustevníka s holí. Hlava vousatého starce a hlavy andělů vykazují ovlivnění Paulem Trogerem. U Zollera je ale viditelné jasnější pozadí a jeho typické volné průhledy do krajiny. Pro pravý oltář zvolili premonstráti Oplakávání Krista a na levé straně je zobrazena svatá Anna Matka učící Marii číst. Nanebevzetí Panny Marie doplňuje hlavní oltář nad svatým Jakubem. Oplakávání velmi připomíná stejnou scénu na měděné rytině Trogera, která se liší jen andělem na pozadí. Nezaměnitelný je motiv Matky Anny, který Troger použil v poutní kapli sv. Anny v kostele Maria Moos v Zistersdorfu v Dolním Rakousku. Zoller částečně převzal uspořádání a držení těla postav, ale Marii umístil do klína Anny, kdežto Trogerova Marie stojí na zemi a opírá se o Matku.
V písemné smlouvě není uvedena freska „Čtyři evangelisté”, které Zoller umístil v centrální kopuli do pendentivů, horní obraz „Nanebevzetí” nad hlavním oltářem a „Křest Krista” vedle křtitelnice. Scéna „Nanebevzetí” vykazuje paralely v gestech a v kompozici postav k Trogerově olejové skice v Obernzellu v Bavorsku (zvláště oba apoštolové s otevřenou náručí). Přesto je ale Zollerův nezaměnitelný styl viditelný (bledý tón barev, nasvícení situačních scén či obličejové rysy postav). Poněkud zavalitý vzhled u nástavbového obrazu nad hlavním oltářem použil Zoller pravděpodobně z kompozičních důvodů a k lepšímu začlenění do celého výrazu oltáře. Obě olejomalby hlavního oltáře připomínají nosnou myšlenku a barevnou kompozici z Vídně (Lichtentaler Pfarrkirche) nebo Blumau. Zemité odstíny jsou kontrastně prosvíceny žlutou, červenou nebo světle modrou barvou. Boční oltáře jsou naopak drženy v tmavém tónu, téměř bez barevného kontrastu. Barevné plochy jakoby do sebe splývaly a byly pokryté šedým závojem, který scenériím propůjčuje smutnou náladu. Jediným kontrastujícím prvkem je bílé pozadí zdi. Zoller použil ve Vratěníně stejné barevné ladění jako ve farním kostele ve Vídni (Lichtentaler Pfarrkirche). Všechny čtyři kompozice pláten jsou drženy v temném tónu, který je prosvícen barevnými akcenty postav a bílou barvou oblaků.
Freskové vybavení farního kostela ve Vratěníně s oltářními deskami patří k pozdním dílům Franze Zollera. I když je známo pouze datum zadání z roku 1772, přesto se dá usuzovat na období vzniku v průběhu pěti let, než převzal svoji poslední zakázku ve farním kostele v Blumau v roce 1777. V každém případě jsou si fresky v obou kostelech hodně podobné. Čtyři oválná fresková pole na tyrkysově zeleném pozadí s květinovým dekorem (ukotvené do pendentivů) mají stejný rokokový nádech. Na freskách převažují pastelové tóny, které harmonizují s jemně zelenou na pozadí a spoustou bílo-růžových mraků.

## Opravy interiéru
Římskokatolická farnost Vratěnín zveřejnila 23. května 2013 zakázku na restaurování freskové výmalby kostela, která činila 4,9 milionu korun. Financování oprav umožnily dotace z evropských fondů, menší finanční částkou přispěla nejen obec, ale i farnost a drobní dárci. Restaurátorské práce skončily v říjnu a 7. prosince 2014 byl kostel slavnostně otevřen veřejnosti. Po prohlídce a seznámením se s fotodokumentací oprav kostela za odborného výkladu pracovníků firmy RE s.r.o. Praha, která restaurátorské práce prováděla, následovala ve farním kostele sv. Jakuba Staršího slavnostní mše svatá. Mši celebroval Mons. Jindřich Bartoš, znojemský pan děkan a P. Jan Richter, administrátor farnosti. Na řadu přijdou podle zveřejněné zakázky z března 2014 opravy bočních oltářů a kazatelny kostela.

## Varhany
Varhany jsou ve státním seznamu movitých kulturních památek z roku 1965 evidovány pod ev. č. 005385. Pravděpodobně se jedná o práci varhanářů Floriána Ignáce Casparidese a Josefa Silberbauera z roku 1773 financovanou opatem kláštera v Gerasu. Podle nápisu ve skříni hlavního stroje Josef Silberbauer také nástroj v roce 1777 opravoval. Další opravy nástroje jsou zaznamenány v roce 1866, 1867 a v roce 1870 podle farní kroniky prováděl opravu varhanář Mathias Mettal z Hornu za 120 zlatých. Z roku 1922 pochází záznam o Františku Kurkovi. Před druhou světovou válkou byl nástroj opravován ještě v roce 1931. Po připojení obce k Třetí říši v roce 1941 farnost zakoupila pro varhany nový motor od firmy Gregor Hradetzky z Kremže. Po druhé světové válce opravy nástroji spíše uškodily. Nekvalifikovaní varhanáři poškodily píšťaly pedálu (zakrytí plotem z kulatých latěk) a ventilové komory positivu (víka zalepená lakem). V roce 1972 proběhl nátěr varhan a bylo přidáno tremolo. V roce 2003 správní řízení památkového ústavu rozhodlo o úpravách interiéru kostela a restaurování varhan.
Dvoudílný prospekt s převýšenými bočními křídly zdobí profilovaná římsa, která je po obou stranách zakončena andílkem s trubkou. Celá skříň je bohatě zdobena dřevěnými bronzovanými a zlacenými rokajovými ornamenty a volutami. Na převýšených křídlech pozitivu, který je zabudovaný do kruchty, stojí andílci hrající na dva tympány. Rokajové vázy zakončují postranní zdobení. Jedná se o dvoumanuálové varhany s mechanickou trakturou. Zásuvková vzdušnice je typická pro období baroka a má čtrnáct rejstříků. Varhany vyžadují opravu, hlavní nástroj je téměř nefunkční a používán je jen positiv.
Tónový rozsah manuálu C-c3 a pedálu C-a základní poloze (8 stop):
- Hlavní stroj Flétna 8'
- Positiv
- Copula 8' Copula 4' Principál 2' Oktáva 1'
- Pedál
- Subbas16'
- Principál 4'
- Flétna 4'
- Octávbas 8'dřevo, otevř. Violon 4', dřevo, otevř.
- Quinta 2 2/3'
- Oktáva 2' Quindecima 1 1/3' Mixtura 4x (1'?).